# Lindsay Brewer
Lindsay Marie Brewer (Arvada, Colorado, 17 de abril de 1997) es una piloto de automovilismo y modelo estadounidense. En 2024 competirá en Indy NXT.

## Carrera deportiva

### Primeros años
Brewer nació en Arvada, Colorado. Cuando tenía 11 años, corrió en un kart en la fiesta de cumpleaños de un amigo y se interesó en el deporte.  Desde 2009 hasta 2014, Brewer compitió en una variedad de campeonatos de karting en todo los Estados Unidos.
Después de una pausa de cuatro años en la universidad, en 2019, Brewer compitió en la Serie GT de la Copa Saleen de Las Vegas para la final de temporada.

### W Series
Antes de la temporada 2022 de la W Series, Brewer fue seleccionada para probar un monoplaza de la categoría. La prueba tuvo lugar en Inde Motorsports Park en Arizona, donde obtuvo los tres mejores tiempos de vuelta de su grupo y fue seleccionada entre los 12 mejores pilotos.

### Indy Pro 2000/USF Pro 2000
Brewer finalmente eligió unirse a la Indy Pro 2000 para la temporada 2022 con Exclusive Autosport, ya que quería competir en monoplazas y en un campeonato mixto en lugar de en una serie exclusivamente femenina. Brewer corrió por primera vez en la serie en Indianápolis, logrando un octavo lugar en su primera carrera. En Road America, Brewer estuvo involucrada en un incidente en el que su auto fue lanzado al aire por una acera en la curva 5, un incidente idéntico que ocurrió el mismo fin de semana para Christian Bogle en la Indy Lights. Brewer terminó la temporada 2022 en el puesto 15 con 98 puntos y su mejor resultado fue el octavo en Indianápolis. En octubre, Brewer confirmó que volvería a competir para Exclusive Autosport en la temporada 2023 de la ahora llamada USF Pro 2000.

### Indy NXT
En 2024, Brewer conducirá en Indy NXT para Juncos Hollinger Racing.

## Vida personal
Brewer reside en Newport Beach, California. Además de las carreras, Brewer es modelo con representación de su gerente general Chris Young. Está en una relación con su novio Drew Solomon desde que se conocieron en la Universidad Estatal de San Diego.

## Resumen de carrera
| Temporada | Categoría                       | Equipo                    | Carreras | Victorias | Poles | VR | Podios | Puntos | Pos. |
| --------- | ------------------------------- | ------------------------- | -------- | --------- | ----- | -- | ------ | ------ | ---- |
| 2021      | TC America Series - TC          | Skip Barber Racing School | 8        | 0         | 0     | 0  | 0      | 23.5   | 14.º |
| 2021      | Skip Barber Formula Race Series | Skip Barber Racing School | 3        | 1         | 0     | 1  | 2      | 225    | 6.º  |
| 2022      | Campeonato Indy Pro 2000        | Exclusive Autosport       | 11       | 0         | 0     | 0  | 0      | 98     | 15.º |
| 2022      | F1600 Championship Series       | Exclusive Autosport       | 3        | 0         | 0     | 0  | 0      | 61     | 32.º |
| 2023      | Campeonato USF Pro 2000         | Exclusive Autosport       | 18       | 0         | 0     | 0  | 0      | 108    | 18.º |
| 2024      | Indy NXT                        | Juncos Hollinger Racing   | 8        | 0         | 0     | 0  | 0      | 102    | 21.º |
| Fuente:   |                                 |                           |          |           |       |    |        |        |      |